# Хабаріхинське сільське поселення
Хабарі́хинське сільське поселення (рос. Хабарихинское сельское поселение) — муніципальне утворення у складі Усть-Цилемського району Республіки Комі, Росія. Адміністративний центр — село Хабаріха.

## Населення
Населення — 344 особи (2017, 395 у 2010, 447 у 2002, 530 у 1989).

## Склад
До складу поселення входять такі населені пункти:
| Населений пункт | Населення, осіб (1989) | Населення, осіб (2002) | Населення, осіб (2010) |
| --------------- | ---------------------- | ---------------------- | ---------------------- |
| Бик, присілок   | -                      | -                      | -                      |
| Хабаріха, село  | 530                    | 447                    | 395                    |